# Иванов, Илья Иванович (биолог)
Илья́ Ива́нович Ивано́в (20 июля [1 августа] 1870, Щигры, Курская губерния, Российская империя — 20 марта 1932, Алма-Ата, Казахская АССР, РСФСР, СССР) — русский и советский биолог-животновод, профессор, специалист в области искусственного осеменения и межвидовой гибридизации животных. Принимал участие в попытках вывести гибрид человека с другими приматами. Он является основоположником метода искусственного осеменения сельскохозяйственных животных.

## Биография
Родился 20 июля (1 августа) 1870 года в селе Щигры Курской губернии в семье чиновника уездного казначейства.
В 1890 году окончил сумскую классическую гимназию и поступил на естественно-исторический факультет Московского университета, однако в 1892 году решил перевестись на одноимённый факультет в Харьковский университет, который окончил в 1896 году.
Стажировался в биологических лабораториях Петербурга, Женевы, Парижа. Работал в Институте экспериментальной медицины (1899—1905), преподавал на Высших сельскохозяйственных курсах (1906—1909), несколько лет учился за границей, прошёл теоретический и практический курсы бактериологии в Институте Пастера в Париже. В 1907 году получил звание профессора, вёл исследования в Аскании-Нова (1909—1917), в институте экспериментальной ветеринарии (1917—1921, 1924-30) на Центральной опытной станции (1920—1924), преподавал в Московском высшем зоотехническом институте (1928—1930) и Казахском ветеринарно-зоотехническом институте (1931—1932).
Научные работы посвящены изучению биологии размножения сельскохозяйственных животных и разработке зоотехнического метода искусственного осеменения. Усовершенствованный последователями метод нашел широкое применение в животноводстве многих стран и используется при совершенствовании и выведении новых пород, при межвидовой гибридизации животных, начало которой связано с именем ученого в период его работы в Аскании-Нова. В 1926—1927 возглавил экспедицию в Западную Африку для постановки опытов о гибридизации человекообразных обезьян, способствовал учреждению центра приматологии Сухумского питомника обезьян. В биологии зоотехники создал свою школу.
Иванов работал в области межвидовой гибридизации животных. На организованной им в 1910 зоотехнической станции в заповеднике Аскания-Нова он получил ряд гибридов между дикими и домашними животными. Проводил исследовательскую работу в Государственном институте экспериментальной ветеринарии (1917—1921, 1924—1930), на Центральной опытной станции по вопросам размножения домашних животных (1921—1924) и в Московском высшем зоотехническом институте (1928—1930).
В начале XX века Иванов провёл работу по усовершенствованию процесса искусственного осеменения и его практического применения в разведении лошадей. Он доказал, что эта технология позволяет одному жеребцу-производителю оплодотворить до 500 кобыл (вместо 20—30 при естественном осеменении), представители конезаводов со всех частей мира часто посещали станцию Иванова.
Иванов был пионером в практике использования искусственного осеменения для получения различных межвидовых гибридов. Одним из первых он вывел и изучал гибрид зебры и осла, зубра и домашней коровы, антилопы[какой?] и коровы, мыши и крысы, мыши и морской свинки В то время генетика как наука ещё находилась в зачаточном состоянии, существовало широкое мнение, что подобные гибриды могут положить начало новым видам домашних животных, поэтому работа Иванова считалась очень важной.

### Эксперименты по гибридизации человека и обезьяны
Одним из наиболее спорных экспериментов Иванова является попытка создать гибрид человека и обезьяны. Ещё в 1910 году, во время его выступления перед Всемирным конгрессом зоологов в Граце, он описал возможность получения подобного гибрида используя искусственное осеменение.
В 1924 году, во время своей работы в институте Пастера в Париже, Иванов получил разрешения от директоров института для использования экспериментальной станции приматов в Киндии, Французская Гвинея, для подобного исследования. Иванов попытался получить поддержку для эксперимента от Советского правительства. Он написал несколько писем наркому просвещения А. В. Луначарскому и другим официальным лицам. В конце концов его предложением заинтересовался Н. П. Горбунов, управляющий делами СНК СССР. В сентябре 1925 года Горбунов помог выделить $10000 Академии наук для африканских экспериментов Иванова.
В марте 1926 года Иванов прибыл на станцию в Киндии, но провёл там всего лишь один месяц: как оказалось, станция не имела шимпанзе, достигших половой зрелости. Он вернулся во Францию, и через переписку получил разрешение от колониального губернатора Гвинеи на проведение экспериментов в ботанических садах Конакри.
Иванов прибыл в Конакри в ноябре 1926 года, сопровождаемый своим сыном, также Ильёй, который собирался ассистировать в его экспериментах. Иванов контролировал отлов взрослых шимпанзе внутри колонии, после чего они были перевезены в Конакри и содержались в клетках ботанических садов. 28 февраля 1927 года Иванов произвёл искусственное осеменение двух самок шимпанзе человеческой спермой, полученной от добровольцев. 25 июня он провёл осеменение третьей обезьяны. Французское колониальное правительство не одобрило этот эксперимент, также не осталось никаких документов, подтверждающих этот факт. Иванов писал:

Необходимо не только увеличить число опытов искусственного осеменения самок шимпанзе спермой человека, но и поставить опыты реципрокного скрещивания. Последние организовать в Африке гораздо труднее и сложнее, чем в Европе или у нас. Женщин, желающих подвергнуться опыту, несравненно легче найти в Европе, чем в Африке. Для этого рода опытов достаточно иметь 2—3 взрослых самцов антропоморфных обезьян.

Ивановы покинули Африку в июле, они взяли с собой тринадцать шимпанзе, включая трех использованных в его экспериментах. Они уже знали, что первые две обезьяны не забеременели. Третья шимпанзе умерла во Франции, и также была определена как не беременная. Остальные шимпанзе были отправлены в новую станцию приматов в Сухуми.
После возвращения в Советский Союз в 1927 году Иванов предпринял ещё одну попытку провести осеменение женщин спермой обезьяны в Сухуми. В 1929 году с помощью Горбунова он получил поддержку от общества биологов-материалистов, группы из коммунистической академии. Весной 1929 года общество организовало комиссию по планированию экспериментов Иванова в Сухуми. Комиссия решила, что потребуется по крайней мере пять женщин-добровольцев для этого исследования. В июле 1929 года, ещё до начала эксперимента, Иванов узнал, что единственная обезьяна мужского рода в Сухуми, орангутан, достигший половой зрелости, умер. Новая партия шимпанзе достигла Сухуми только летом 1930 года.

### Ссылка и смерть
В ходе политической чистки в советском научном обществе Горбунов и другие учёные, принимавшие участие в планировке Сухумского эксперимента, потеряли свои позиции. Весной 1930 года Иванов подвергся политической критике в своем институте и 13 декабря 1930 года был арестован. Он получил пять лет ссылки в Алма-Ату, где работал, сохранив звание и должность профессора, в Казахском ветеринарно-зоотехническом институте до своей смерти от инсульта 20 марта 1932 года.
Академик И. П. Павлов содействовал написанию некролога, который был опубликован в 1933 году в № 5-6 журнала «Природа», и в письме вдове покойного заметил: «Нельзя не скорбеть о преждевременной смерти такого деятеля науки и практики, как Илья Иванович».

## Память
- Курский государственный аграрный университет им. проф. И. И. Иванова.
- Памятная доска на здании ВНИИ экспериментальной ветеринарии им. Я. Р. Коваленко.

В искусстве
- В 1929 году в журнале «Всемирный следопыт» в номерах с 4 по 8 под псевдонимом Б. Туров был опубликован научно-фантастический роман Б. К. Фортунатова «Остров гориллоидов».
- Опытами Иванова навеяны повесть Александра Старчакова «Карьера Артура Кристи» и незавершённая опера Дмитрия Шостаковича «Оранго», созданная в 1932 году на основе этой повести.

## Избранные труды
- Искусственное оплодотворение у млекопитающих. Экспериментальное исследование. — СПб., 1907.
- Искусственное оплодотворение домашних животных. — СПб., 1910.
- Методы искусственного осеменения и овцеводство // Шерстное дело. Кн. 2. — М., 1928.
- Искусственное осеменение млекопитающих // Труды V съезда зоотехников. — М., 1929.
- Искусственное осеменение домашних животных // Скотовод. — 1930. — № 7—9.